# Paróquia Nossa Senhora dos Alagados e São João Paulo II
A Paróquia Nossa Senhora dos Alagados e São João Paulo II é uma paróquia e igreja da cidade de Salvador. Bahia. Localiza-se no bairro do Uruguai, conhecido também como Alagados, tendo sido criada pelo então Papa João Paulo II, por ocasião de sua visita pastoral ao Brasil, e por isso à Bahia, em 1980.
No mesmo dia da missa de canonização de João Paulo II em abril de 2014, foi adicionado ao nome da então Paróquia de Nossa Senhora dos Alagados o nome do papa recém-canonizado, tornando-a a primeira igreja em dedicação a ele.